# Mont-Ngafula
Mont-Ngafula är en stadsdel (franska: commune) i Kinshasa.